# Play to Win
Play to Win è il quinto album della cantante inglese Gabrielle.

## Tracce
1. Ten Years Time
2. Sometimes
3. Stay the Same
4. You Used to Love Me
5. Play to Win
6. No Big Deal
7. Latchkey Kid
8. Fallen Angel
9. Give and Take
10. War of Two Minds
11. Picking Up the Pieces
12. Tumbling Down

L'edizione speciale del disco include "Letting Go" (lato B del singolo Stay The Same).

## Classifiche
| Classifica (2004) | Posizione più alta |
| ----------------- | ------------------ |
| Austria           | 72                 |
| Germania          | 98                 |
| Irlanda           | 43                 |
| Regno Unito       | 10                 |
| Svizzera          | 70                 |